# Bedrag (sæson 1)
 For alternative betydninger, se Bedrag (flertydig). (Se også artikler, som begynder med Bedrag)
Den første sæson af tv-serien Bedrag havde premiere på DR1 den 1. januar 2016. Den består af 10 afsnit og introducerer historien om energivirksomheden Energreen og dens vej til succes.
Første sæsons 10 afsnit blev udsendt søndage kl. 20:00 i Danmark. Den 28. april 2016 udgav Midget Entertainment "Bedrag - Sæson 1" på dvd. Den 26. april udgav Arrow Films "Follow The Money (Bedrag): Season 1" på blu-ray.

## Afsnit
| Nr. i serie | Nr. i sæson | Titel        | Instruktør           | Forfatter                                                                | Oprindelig sendedato |
| ----------- | ----------- | ------------ | -------------------- | ------------------------------------------------------------------------ | -------------------- |
| 1           | 1           | "Episode 1"  | Per Fly              | Jeppe Gjervig Gram, Anders August og Jannik Tai Mosholt                  | 1. januar 2016       |
| 2           | 2           | "Episode 2"  | Per Fly              | Jeppe Gjervig Gram, Anders August og Jannik Tai Mosholt                  | 3. januar 2016       |
| 3           | 3           | "Episode 3"  | Jannik Johansen      | Jeppe Gjervig Gram, Anders August og Jannik Tai Mosholt                  | 10. januar 2016      |
| 4           | 4           | "Episode 4"  | Jannik Johansen      | Jeppe Gjervig Gram, Anders August og Jannik Tai Mosholt                  | 17. januar 2016      |
| 5           | 5           | "Episode 5"  | Jannik Johansen      | Jeppe Gjervig Gram, Anders August og Jannik Tai Mosholt                  | 24. januar 2016      |
| 6           | 6           | "Episode 6"  | Jannik Johansen      | Jeppe Gjervig Gram, Anders August og Jannik Tai Mosholt                  | 24. januar 2016      |
| 7           | 7           | "Episode 7"  | Søren Balle          | Jeppe Gjervig Gram, Anders August og Jannik Tai Mosholt                  | 7. februar 2016      |
| 8           | 8           | "Episode 8"  | Søren Balle          | Jeppe Gjervig Gram, Anders August, Jannik Tai Mosholt og Maja Jul Larsen | 21. februar 2016     |
| 9           | 9           | "Episode 9"  | Søren Kragh-Jacobsen | Jeppe Gjervig Gram, Anders August og Jannik Tai Mosholt                  | 28. februar 2016     |
| 10          | 10          | "Episode 10" | Søren Kragh-Jacobsen | Jeppe Gjervig Gram, Anders August og Jannik Tai Mosholt                  | 28. februar 2016     |